# Onychopterocheilus
Onychopterocheilus is een geslacht van vliesvleugelige insecten van de familie plooivleugelwespen (Vespidae).

## Soorten
- O. albopictus (Kriechbaumer, 1869)
- O. atrohirtus (Morawitz, 1885)
- O. hellenicus (Morawitz, 1885)
- O. matritensis (Dusmet, 1909)
- O. pallasii (Klug, 1805)
- O. rectus (Dalla Torre, 1889)